# Roman Matys
Roman Matys pseud. Jacek, Anatol, R. Limanowski (ur. prawdopodobnie w 1897 w Krakowie, zm. prawdopodobnie w 1935 w Ałma-Acie) – działacz komunistyczny.
Syn ogrodnika Piotra i Barbary z d. Szczur (ponoć byli to jego przybrani rodzice, a on sam miał być podrzuconym dzieckiem). W 1914 wstąpił do Legionów Polskich, 1915 dostał się do rosyjskiej niewoli, internowany w Turkiestanie. W wojnie polsko-sowieckiej walczył po stronie Rosji sowieckiej w Czerwonym Rewolucyjnym Pułku Warszawskim. 1919-1922 członek Rosyjskiej Komunistycznej Partii (bolszewików). W 1922 uczył się w szkole partyjnej w Moskwie, po czym w sierpniu wrócił do Polski i wstąpił do KPP. działacz Związku Młodzieży Komunistycznej w Polsce (ZMKwP), uczestnik plenum KC ZMKwP w Warszawie i I Krajowej Konferencji ZMKwP jako sekretarz Komitetu Okręgowego (KO) Zagłębia Dąbrowskiego; został wówczas aresztowany wraz z innymi uczestnikami i do 1925 był więziony. Broniony przez Teodora Duracza, został uniewinniony. Sekretarz KC ZMKwP i KC KPP, członek Sekretariatu Krajowego KC KPP. Przedstawiciel KC ZMKwP w Komunistycznej Międzynarodówce Młodzieży (KMM), uczestnik V Kongresu KMM w 1928. Na początku lat 30. zamieszkał w ZSRR, pracując jako robotnik najpierw w Moskwie, później w Ałma-Acie. Prawdopodobnie w 1934 został aresztowany pod nieznanymi bliżej zarzutami. W 1935 poinformowano jego współtowarzyszy o jego śmierci.